# 27 (SUPER BEAVERのアルバム)
『27』（にじゅうなな）は、日本のバンド・SUPER BEAVERの5枚目のフルアルバム。2016年6月1日に[NOiD]/murffin discsから発売された。

## 概要
前作『愛する』から1年2ヶ月ぶりのフルアルバム。
「ことば」（関西テレビ『ミュージャック』1月度EDテーマ）、「秘密」（テレビ東京系『ゴッドタン』5月期EDテーマ）、「人として」（テレビ東京系ドラマ『その「おこだわり」、私にもくれよ!!』オープニングテーマ）、「27」（映画『君と100回目の恋』挿入歌）を含む全13曲を収録。
今作で初めてオリコン週間トップ10入りを果たした。

## 収録曲
1. 27 [3:56] 
作詞・作曲：柳沢亮太 / 編曲：SUPER BEAVER
  - 映画『君と100回目の恋』挿入歌
  - 音楽アプリ『YouTube Music』CMソング
2. 秘密 [3:55]
作詞・作曲：柳沢亮太 / 編曲：SUPER BEAVER
  - テレビ東京系『ゴッドタン』5月期EDテーマ
3. ことば [4:02] 
作詞：柳沢亮太・渋谷龍太 / 作曲：柳沢亮太 / 編曲：SUPER BEAVER
  - 7thシングル
  - 関西テレビ『ミュージャック』1月度EDテーマ
4. うるさい [4:12] 
作詞・作曲：柳沢亮太 / 編曲：SUPER BEAVER
  - 8thシングル
5. 赤を塗って [4:18] 
作詞・作曲：柳沢亮太 / 編曲：SUPER BEAVER
6. ひとつ [5:23] 
作詞・作曲：柳沢亮太 / 編曲：SUPER BEAVER・小川貴之
7. じぶんまかせ [4:28]
作詞・作曲：柳沢亮太 / 編曲：SUPER BEAVER
8. 本音 [3:47] 
作詞・作曲：柳沢亮太 / 編曲：SUPER BEAVER
9. まっしろ [3:55] 
作詞・作曲：柳沢亮太 / 編曲：SUPER BEAVER
10. 運命 [4:24] 
作詞・作曲：柳沢亮太 / 編曲：SUPER BEAVER
11. 青い春 [3:44] 
作詞・作曲：柳沢亮太 / 編曲：SUPER BEAVER
  - 9thシングル
  - 大正製薬「リポビタンD」Web-CMソング
12. 人として [4:04] 
作詞・作曲：柳沢亮太 / 編曲：SUPER BEAVER・岡村美央
  - テレビ東京系ドラマ『その「おこだわり」、私にもくれよ!!』オープニングテーマ
13. 素晴らしい世界 [4:00]
作詞・作曲：柳沢亮太 / 編曲：SUPER BEAVER